# Gröninger Bad

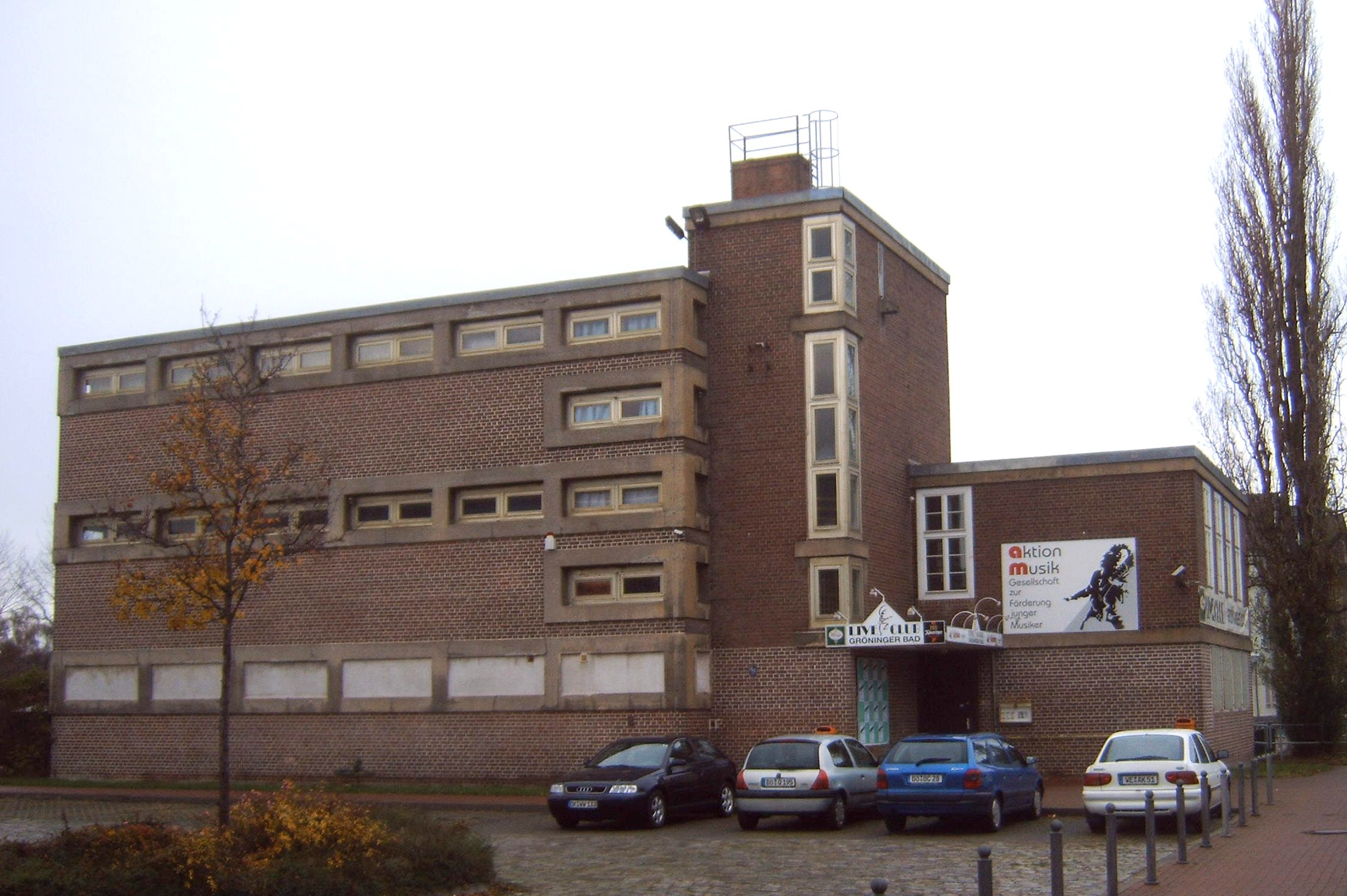
Gröninger Bad, 2007

Das Gröninger Bad, auch Volksbad Südost genannt, ist ein unter Denkmalschutz stehendes Gebäude in Magdeburg, Gröninger Straße 2 im Stadtteil Salbke. Es wird seit einem Umbau als Veranstaltungszentrum vor allem für Konzerte genutzt. Es ist ein wichtiges Zeugnis des Neuen Bauens in Magdeburg.

## Architektur
Das Gebäude entstand in den Jahren 1926 und 1927 nach Entwurf und unter Leitung des Architekten und Magdeburger Stadtbaurats Johannes Göderitz. Beteiligt waren darüber hinaus Fritz Kneller und Franz Geißler. Das Gebäude sollte als Wannen- und Duschbad sowie als Bibliothek für die Bevölkerung in den von starker Industrialisierung und engen Wohnverhältnissen geprägten umliegenden Stadtteilen dienen.
Es entstand ein in drei Segmente gegliedertes auf Eichenpfählen gegründetes Gebäude. An das aufragende Treppenhaus schließen sich über Eck nach Westen ein dreigeschossiger und nach Norden ein zweigeschossiger Teil an. Das dreigeschossige Hauptgebäude enthielt die Badeanstalt mit 25 Duschen und 24 Wannen. Im nördlichen zweigeschossigen Anbau befand sich die Bücherei, sowie die Wohnung des Bademeisters bzw. des Hausmeisters.
Alle Gebäudeteile tragen flache Dächer. Als Baumaterial für die Fassade kamen rote Ziegel zum Einsatz, die weiß verfugt wurden. Die eigentliche Konstruktion des Gebäudes ist jedoch ein Stahlbetonskelett.
Der dreigeschossige Gebäudeteil wird durch die umlaufenden verputzten Fensterbänder horizontal gegliedert. Die Fensterumrahmungen sind plastisch gestaltet und wirken kubisch. Das Treppenhaus und der zweigeschossige Nordflügel weisen eine vertikale Gliederung auf, die durch vertikal gesetzte Fenster erreicht wird. Ursprünglich waren die Fensterrahmen im dreigeschossigen Westflügel farbig im Nordflügel jedoch einfach weiß gestaltet. Das Treppenhaus vermittelte zwischen den Gebäudeteilen, in dem es trotz vertikaler Gliederung die farbige Gestaltung des Westflügels übernahm. Am Gebäude befinden sich auch umlaufende Stockwerkgesimse.
Die Architektur des Hauses wirkt nüchtern und sachlich. Sie orientiert sich streng an der vom Material, Konstruktion und Zweck vorgegebenen Form. Dies entspricht der typischen von Göderitz in dieser Zeit gewählten Gestaltung. Das Volksbad Südost diente dann auch als Vorbild für das später entstandene Volksbad Sudenburg und die Stadthalle Magdeburg.

## Geschichte

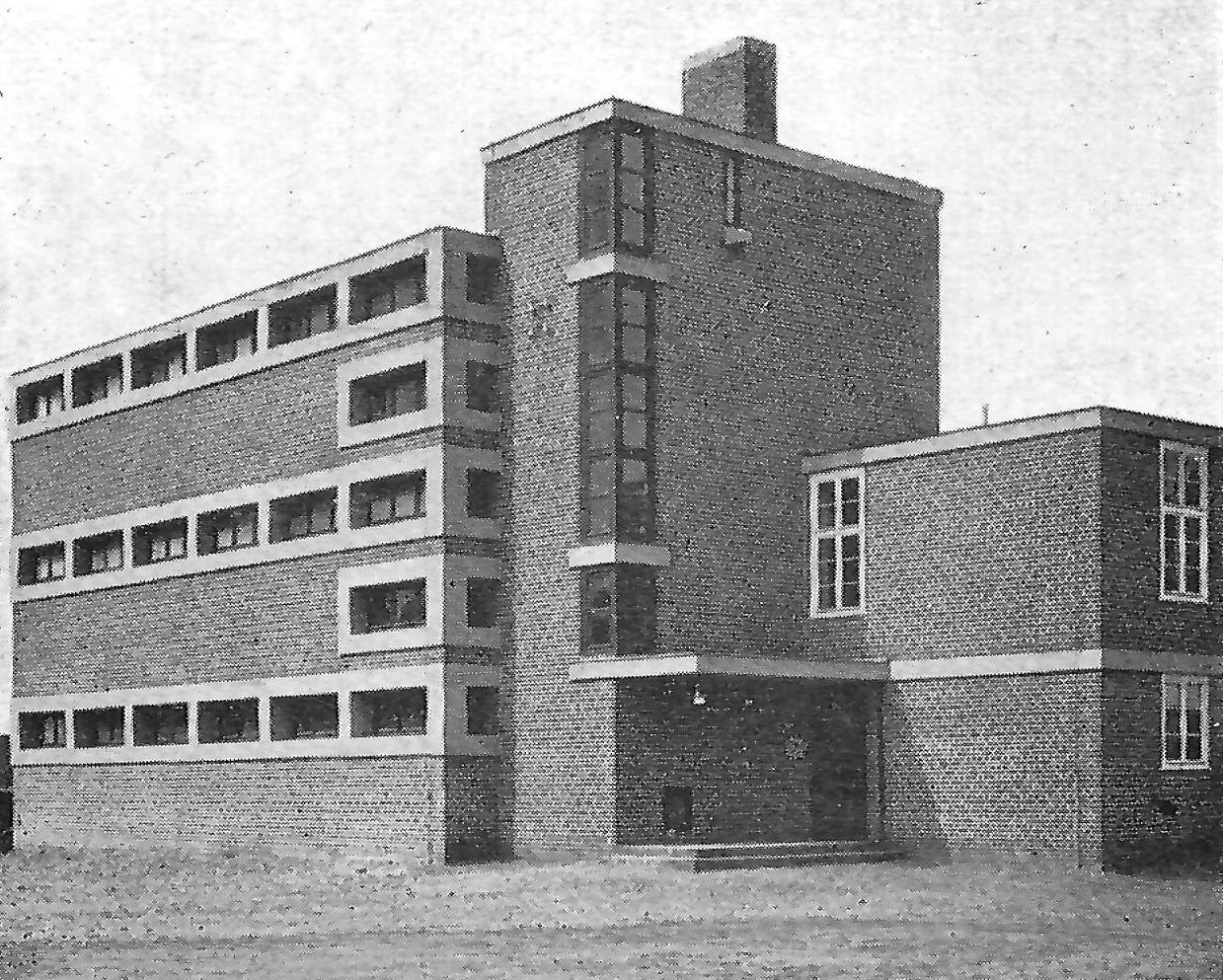
Volksbad Südost, 1926

Die Eröffnung als Volksbad fand am 13. Oktober 1927 statt. Im März 1940 war der Bau von einem Hochwasser betroffen. Mit der Zunahme der Zahl der Bäder in Privatwohnungen verlor der ursprüngliche Zweck des Bades im Laufe der Zeit jedoch zunehmend an Bedeutung. In der Zeit der DDR befand sich im Gröninger Bad dann die Bäder- und Physiotherapieabteilung der Poliklinik Südost. Nach der Wende von 1989 übergab die Stadt Magdeburg 1992 das Gebäude an den Verein "aktion musik". 1994 erfolgte ein weitgehender Umbau des Gebäudeinneren.
Im Juni 2013 war das Gröninger Bad erneut vom Elbehochwasser beeinträchtigt, bei dem auch die nur wenige Meter nördlich des Bads verlaufende Sülze über die Ufer trat. Im kurz zuvor von der Landeshauptstadt Magdeburg sanierten Gebäude traten Schäden an der Technik ein. Es erfolgten Spenden, um die entstandenen Schäden zu ersetzen. Am 22. November 2013 fand im Gröninger Bad ein Danke-schön-Konzert statt.
Der heute gebräuchliche Name Gröninger Bad nimmt Bezug auf die Gröninger Straße, an der das Gebäude steht.

## Heutige Nutzung
Das Gröninger Bad wird vom aktion musik e.V. mit öffentlicher Unterstützung betrieben. Es finden Musikkonzerte unterschiedlicher Stilrichtungen statt. Besondere Bedeutung hat die Nachwuchsförderung. Bekannter früherer Nutzer des Zentrums war die Band Tokio Hotel, die hier im Jahr 2003, noch unter dem Namen Devilish spielend, vom Produzenten Peter Hoffmann entdeckt wurde.
Neben Veranstaltungsräumen (Liveclub 200 Plätze; Saal 80 Plätze und Cafe 60 Plätze) gibt es im Gröninger Bad auch drei Proberäume sowie professionelle Studiotechnik. Eine Theaterbühne im obersten Stockwerk steht freien Theatergruppen zur Verfügung.